# Никольский рыборазводный завод имени В. П. Врасского
Никольский рыборазводный завод им В. П. Врасского — российское рыборазводное предприятие. Первый по времени основания рыбоводный завод в России, долго оставался единственным. Специализируется на снабжении искусственно оплодотворённой икрой и мальками ценных пород рыб, в том числе лососёвых.
Завод является подразделением Северо-Западного филиала ФГБУ «Главрыбвод». Находится на территории Валдайского национального парка. В помещении администрации рыбзавода находится музей его основателя В. П. Врасского.

## История

### Основание завода В. П. Врасским

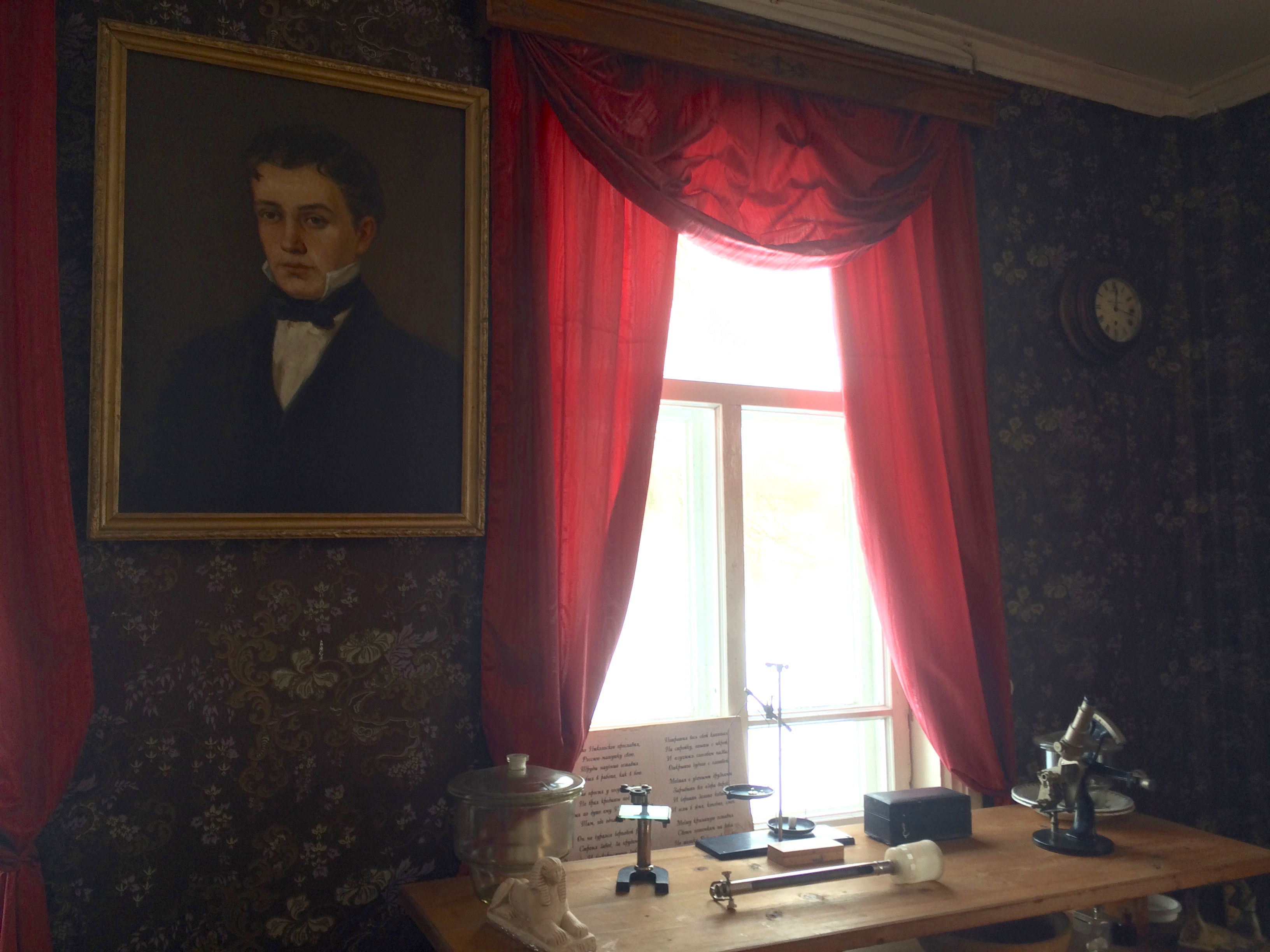
Портрет основателя В. П. Врасского в музее при заводе

Владимир Павлович Врасский был потомственным дворянином. Обучался в Дерптском (Тартуском) университете, где получил степень кандидата дипломатических наук. По окончании университета отказывается от государственной службы и начинает вести хозяйство на научной основе. В 1860 году основывает рыборазводный завод в селе Никольское Демянского уезда Новгородской губернии на озере Вельё. Начинание имело большое значение для судьбы русской деревни. Первые годы на новом поприще были для В. П. Врасского неудачными, однако после долгих экспериментов ему удаётся найти и разработать простой, но эффективный способ кормления мальков и взрослых рыб в искусственных водоёмах. Затем исследователь разрабатывает инновационные для своего времени методы сортировки и инкубации рыбы. Благодаря новому методу инкубации икры стало возможным ускорять или замедлять выход личинок рыб путём произвольного изменения температуры воды, что также имело практическое значение в решении проблемы кормления молоди.
В. П. Врасский открыл и разработал способ длительного хранения икры и молоки рыб без воды в различных температурных условиях. В частности, был найден способ сохранения оплодотворённой рыбьей икры для перевозки на дальние расстояния в помощью своеобразной барки (или садка), которая со временем стала использоваться и на других рыбоводных предприятиях для перевозки живой рыбы.
Самым главным итогом научных изысканий учёного явилось открытие и усовершенствование оригинального «сухого» или «полусухого» метода искусственного оплодотворения икры, которым пользовались и пользуются рыбоводы всех стран. За рубежом его называют «способ Врасского» или просто «русский способ». Ещё при жизни основателя завод становится главным в стране центром научно-исследовательской работы по рыборазведению. Им же была заложена и система прудов, сохранившаяся до сих пор. В начале января 1863 года Врасский со своими помощниками ловил рыбу для опытов на Пестовском озере, провалился в ледяную воду и заболел воспалением лёгких. Друзья повезли его в Петербург, но спасти молодого учёного не удалось. В возрасте 33 лет В. П. Врасский скончался, оставив после себя успешно функционирующий завод. Похоронен на родовом кладбище в селе Пестове, в 1 километре от села Никольского.

### 1863—1865 гг. под руководством И. К. Решеткина
После смерти основателя управление заводом принимает приехавший в Никольское из Петербурга Иван Константинович Решеткин, один из членов созданного В. П. Врасским товарищества, его сокурсник по университету. Кандидат историко-филологического факультета, Решеткин был далек от рыбоводства, деятельность завода пошла на спад. В 1865 году из-за невозможности расплатиться по долгам завод переходит в собственность казны, то есть Министерства государственных имуществ.

### 1865—1878 гг. под руководством М. К. Репинского
Следующим заведующим Никольским заводом становится инспектор отдела сельского хозяйства ведомства Михаил Константинович Репинский. Он был новичком в рыбоводстве, однако с большим интересом занялся новым для него делом. О размере производства завода на тот момент говорят данные за 1865—1867 годы, приводимые Репинским в отчёте Министру Государственных имуществ. В эти два года на заводе было выведено мальков форели почти 76 000 штук. Основной задачей завода считал акклиматизацию рыб. Планировал стерлядь акклиматизировать в Ладожском озере, а сига в Волге. Для этой цели был устроен новый пруд по реке Пестовке, который должен был «заменить стерлядям Волгу». В 1872 году ездил на Шексну для искусственного оплодотворения стерлядей, но ему это не удалось. Более удачно у него получилось разведение сига в заводских прудах. С целью акклиматизации сига в системе Волги Репинский в течение с 1870 по 1875 год выпустил с Никольского завода в озеро Селигер 118 550 сижков. Главная же заслуга состояла в приведении завода в порядок и в увеличении продажи искусственно оплодотворённой икры и мальков форели и волховского сига частным заказчикам. По отчётам Репинского, с 1871 до 1879 года Никольским рыбоводным заводом было продано оплодотворённой икры 102 533 и мальков 27 927, и несколько десятков тысяч икринок отдано бесплатно Петровско-Разумовской Академии. Таким образом, при Репинском Никольский завод с его прудами и озером Пестово продолжал выполнять функции опытной прудовой станции на Северо-Западе.

### 1879—1912 гг. под руководством О. А. Гримма

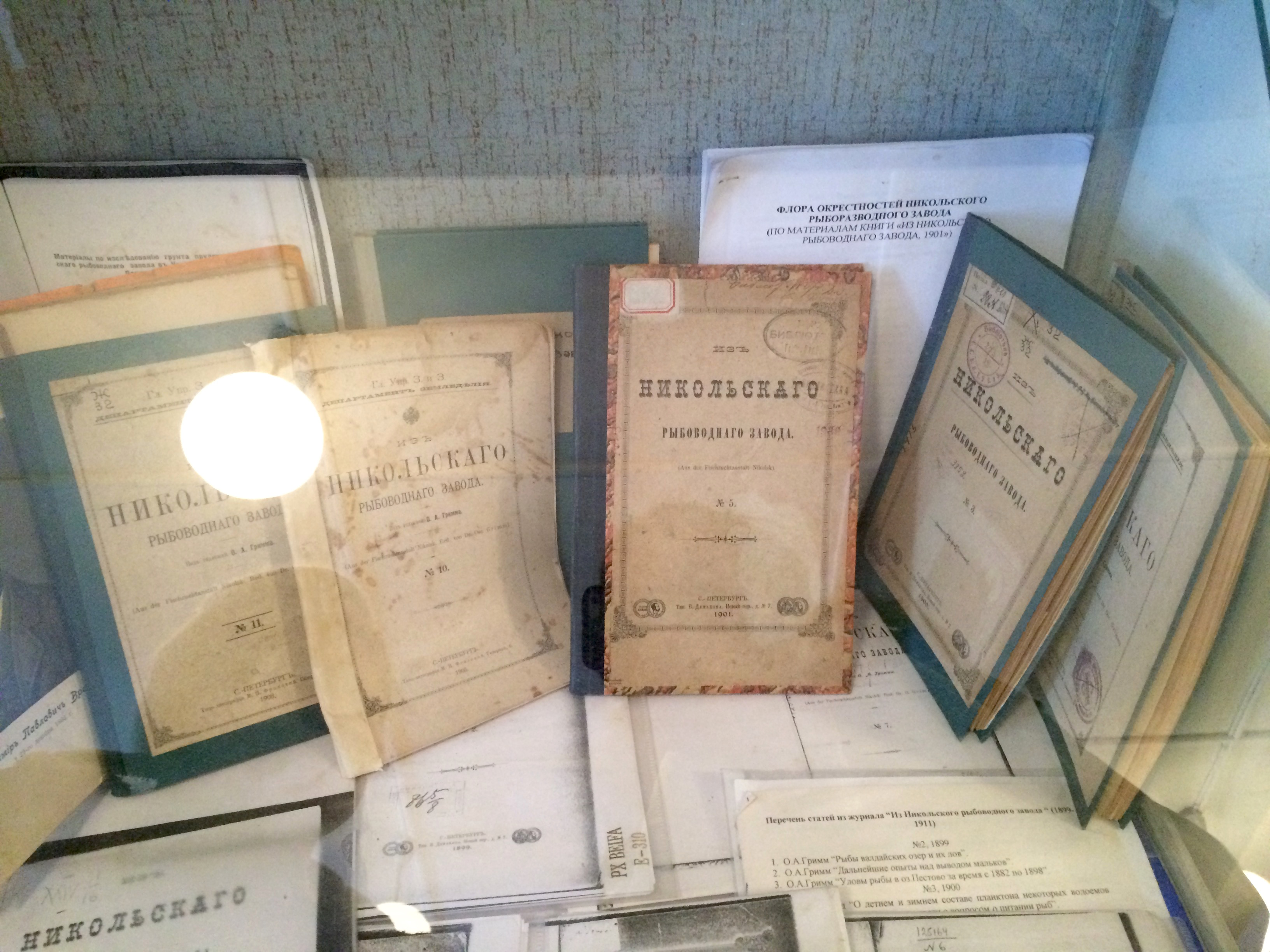
Журнал Никольского рыборазводного завода

На момент прихода на завод директором Оскар Андреевич Гримм был 34-летним профессором Петербургского лесного института, приват-доцентом Петербургского университета, уже известным зоологом, основателем науки ихтиологии, удостоенным степени магистра. Ему предстояло руководить «колыбелью русского рыбоводства» 33 года, и за это время Никольский рыбозавод достиг наивысшего признания. При продаже посадочного материала была изменена такса на продаваемые икру и мальков таким образом, что за каждую последующую тысячу икринок и сотню мальков цена уменьшалась. 50 тысяч икринок лососёвых стали стоить вместо прежних 150 рублей всего 66 рублей, а сиговых — 23 рубля. Продукты продавались значительно дешевле, чем где-либо за границей, поэтому завод получал всё больше заказов. За счёт пересылки икры без воды в сырой вате в деревянных ящиках, завод достиг снижения стоимости доставки раз в десять и тем самым заставил выписывать, главным образом, икру, а не мальков, причем сделал возможным доставку икры на далекие расстояния. В частности, икра высылалась на Кавказ, в Ташкент и Омск без всяких потерь.
Деятельность завода по распространению рыбоводства постепенно расширялась. Если за 10 лет (1871—1880 гг.) было продано икры и личинок на 154 тыс. руб., то только за два следующих года (1881—1882 гг.) того и другого было продано на 144 тыс. руб. Для подготовки и образования рыбоводов-практиков завод постоянно принимал учеников, обеспечивая их бесплатным помещением, иногда также денежной субсидией. Во время руководства заводом О. А. Гриммом на заводе ежегодно проходили практику более 10 человек, многие из которых стали затем известными учёными-рыбоводами. Наибольшее число посетителей и практикантов на заводе наблюдается с 1892 по 1912 годы. Так, число посетителей в 1910 году достигло 150 человек, практику в этом году прошло 22 человека. То же наблюдалось и в 1911—1912 годах. Однако О. А. Гримм считал, что завод мог бы принимать большее количество желающих учиться, не будь он так далек от железной дороги, что затрудняло проезд к нему. Поэтому буквально через два года после своего назначения (в 1881 году) он устроил отделение завода в Петербурге.
Кроме журнальных статей по рыбоводству большим спросом пользовались популярные брошюры под общим названием «Беседы о прудовом хозяйстве», выдержавшие к 1904 году четыре издания по 5000 экземпляров. Дополнительно из Никольского рыбозавода на места бесплатно высылался так называемый «Прейскурант» по 1000 экземпляров в год, где содержалось полное наставление (то есть инструкции) к рыборазведению.

### 1912—1916 гг. под руководством А. А. Лебединцева
В 1912 г. О. А. Гримм уезжает из Никольского и руководство заводом переходит его ученику и первому помощнику — Арсению Аркадьевичу Лебединцеву. Известный в России химик-гидролог, он работал на заводе уже с 1902 года. При нём начинается постройка новых прудов согласно проекту, представленного инженерами Отдела рыболовства и охоты Г. П. Сафоновым и М. П. Сомовым. Начатое переустройство всего рыбоводного хозяйства Никольского завода предусматривало устройство рыбоводного завода для разведения лососёвых рыб и одновременно для постановки опытов по применению различных технических улучшений в области заводской рыбоводной практики, а также организацию на опытном Пестовском озере образцового озёрного хозяйства.

### 1916—1918 гг. под руководством Г. Г. Гадда
В декабре 1916 года назначение исполняющим обязанности заведующего Никольским рыбоводным заводом получает Георгий Георгиевич Гадд, учёный-специалист по рыбоводству при Сельскохозяйственном Учёном Комитете, который ещё в 1911 году в течение полутора месяцев работал в лаборатории завода. Учёный занимался ботаникой, энтомологией, орнитологией и ихтиологией. Впоследствии именно ихтиология стала его основной специальностью, он решил посвятить себя рыборазведению. Помимо России, технологию рыборазведения изучал в Берлине и Мюнхене. Его время работы на заводе пришлось на годы революционных потрясений (декабрь 1916 — апрель 1918 гг.). Нехватка рабочих рук, тяжёлые материальные условия жизни на станции, конфликты с соседними крестьянами по вопросам о праве Опытной станции на различные части угодий Никольского завода привносили неурядицы в работу, однако к осени 1917 года в Никольском было практически закончено строительство новых прудов и активно шло переустройство. На территории Опытной станции помимо девяти старых прудов появились 36 новых различного назначения (нагульные, нерестовые, зимовальные и др.), увеличивал мощность сам завод. В мае 1918 года во время вылова форели Г. Г. Гадд надорвался, подняв тяжёлое ведро. Болезнь приняла угрожающую форму и вскоре он скончался в возрасте 42 лет. Похоронен на территории села Никольского.

### Деятельность завода в 1920-е — 1930-е годы

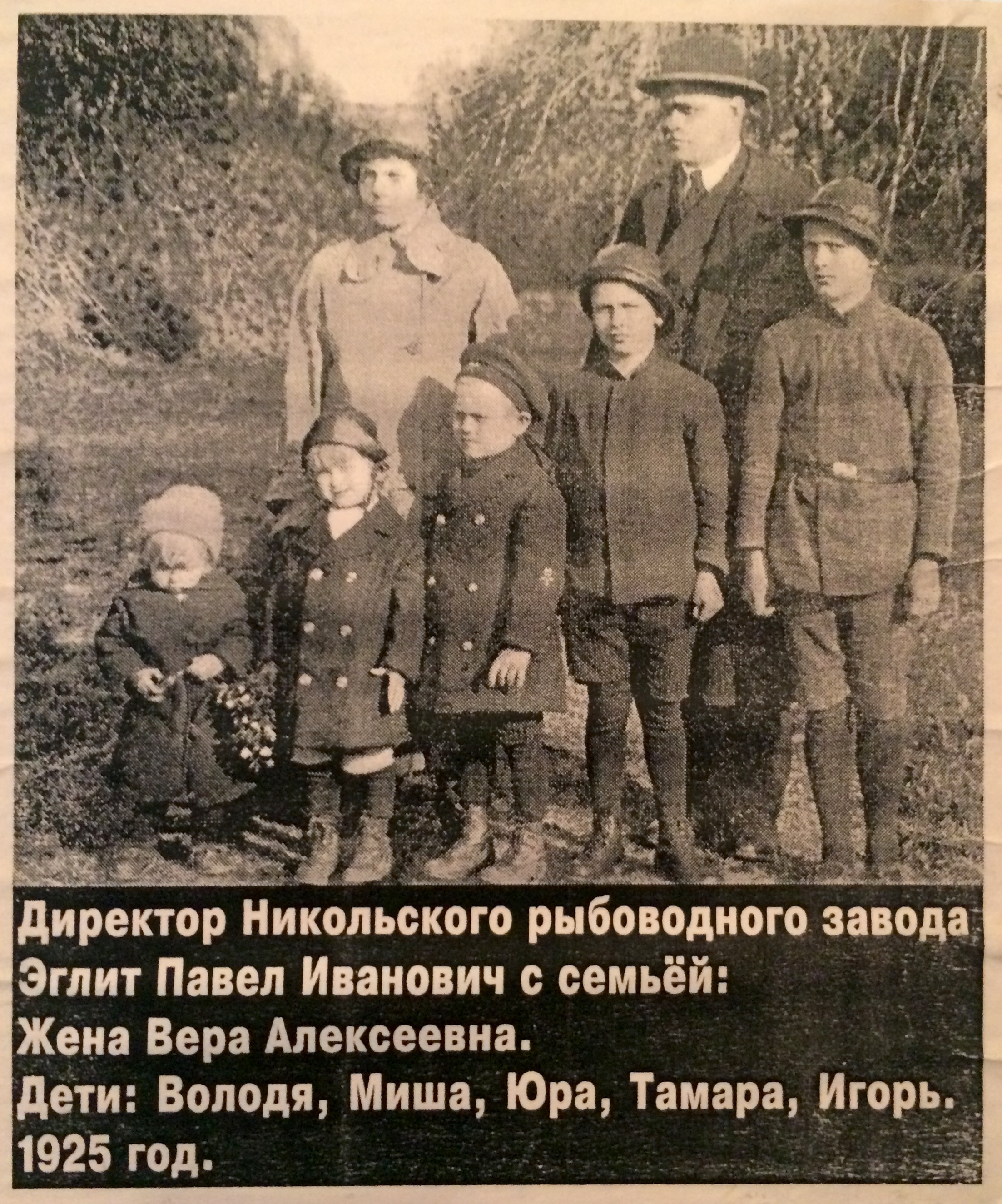
Фотография из экспозиции музея Никольского рыборазводного завода

С 1918 по 1924 год деятельность завода связана с именем Павла Ивановича Эглита. Будучи ещё инструктором, а затем специалистом по рыбоводству при Департаменте земледелия, Павел Иванович проходил практику на Никольском заводе в 1906, 1909 и 1910 гг. Тогда же он, латыш по национальности, влюбился в девушку из села Пестово и в последний приезд Эглита (1910 г.) они поженились.
В годы Гражданской войны постоянно служащих на заводе было всегда не больше десяти. Из этого числа все время шла мобилизация на фронт большей части служащих, в том числе и самого заведующего, что лишало станцию необходимых кадров опытных работников. В некоторые моменты работающих на станции оставалось не больше пяти человек. Продолжались конфликты с крестьянами окрестных деревень, которые, пользуясь отсутствием надлежащей охраны, систематически посягали на различные угодья станции: самовольно пасли скот на прудах и сенокосных участках станции, незаконно рубили лес, ловили рыбу, было сделано несколько попыток спустить пруды и разрушить отдельные гидротехнические сооружения, что и случилось осенью 1920 года.
На время руководства заводом П. И. Эглита пришлась тяжба по поводу принадлежности Никольской рыбоводной станции. В 1921 году Отдел рыбоводства и научно-промысловых исследований, в ведении которого находился завод, находясь сам в стадии реорганизации, не смог помочь Никольскому рыбозаводу с выделением средств для ремонта сооружений. В это же время ряд учреждений, таких как Новгородский Губземотдел, Главрыба, Отдел животноводства Наркомзема пытаются завладеть Никольской станцией в целях превращения её в районный питомник. И поскольку Отдел животноводства Наркомзема включил расходы по содержанию станции в свою смету и практически стал содержать её за свой счёт, Никольская Опытная станция автоматически переходит в ведение данного Отдела. В таких условиях приходилось работать небольшому коллективу станции. Однако завод работал, выпускалась продукция, попутно проводился капитальный ремонт испорченной системы прудов.
В 1924 году новым исполняющим обязанности заведующего Никольским рыборазводным заводом стал известный учёный-ихтиолог Иван Васильевич Кучин. Будучи студентом Петербургского Лесного института, летом 1900 года И. В. Кучин работал в лаборатории Никольского рыбозавода под руководством специалистов-рыбоводов О. А. Гримма и И. Н. Арнольда. За время своей деятельности опубликовал свыше 50 работ по рыбоводству, в том числе и по Никольскому рыбозаводу.
Следующим руководителем Никольского рыбозавода был Август Иванович Яншевский — выходец из Латвии, участник гражданской войны, латышский стрелок. При нём производительность завода быстро выросла. Если осенью 1925 года завод принял на инкубацию 4 млн. 611 тыс. икринок, то осенью 1926 года — 14 млн. 205 тыс., а осенью 1927 года — 27 млн. 500 тыс. В эти годы в Никольском выращивают такие виды рыб, как форель ручьевая и радужная, сиг чудской и волховский, стерлядь, несколько разновидностей карпа.
Благодаря более бережному вылавливанию рыбы в опытном озере Пестово, увеличились запасы рыбы в озере и средний размер рыбы. Параллельно с повышением продуктивности вёлся капитальный ремонт завода и его прудовых сооружений. В 1938 году А. И. Яншевский был репрессирован органами НКВД и 9 декабря 1942 года в возрасте 44 лет умер в Коми АССР на лесоповале. В августе 1956 года реабилитирован посмертно из-за отсутствия состава преступления.
В 1930-е годы завод продолжал работать, несмотря на то что к этому времени из Никольского были вывезены имущество лаборатории и библиотека. За последующие до начала Великой Отечественной войны годы сменилось несколько руководителей (Зыцарь, Иван Михайлович Моисеев, Филипп Лукич Лукин). Все это время завод оставался единственным в России Центром по рыборазведению. В эти годы в заводских прудах, занимающих площадь 78 га, разводят и выращивают такие породы рыб, как сиг, зеркальный карп, форель, сазан, корюшка и др. Последние годы перед Великой Отечественной войной заводом руководит мастер по рыбоводству Архип Николаевич Михайлов, чуваш по национальности.

### Великая Отечественная война и послевоенные годы
В первые дни войны на рыбозаводе продолжалась работа, весной 1941 года были зарыблены пруды, а в нескольких колбах ещё инкубировалась икра, но вскоре служащие опытной станции один за другим стали получать повестки на фронт, а семьи эвакуироваться в тыл. В 1941—1943 гг. в деревнях Никольское, Пестово, Исаково проходят тяжёлые и продолжительные бои.
Территория завода и все постройки были разрушены до основания уже в первые месяцы войны. На четыре года деятельность завода полностью прекратилась. Восстановление завода начинается в конце 1945 года. Основной рабочей силой стали жители окрестных деревень: Пабережья, Велья, Пестова, Исакова, Залужья и других, возвратившиеся из эвакуации. Первую продукцию никольские рыбаки выдали уже весной первого 1946 года. Инкубационный цех и гидросооружения восстановлены в 1947 году в деревянном исполнении; со временем здание рыбозавода стало каменным, а трубы и донные водоспуски в прудах были заменены на бетонные и металлические.
В 1950 году с приходом в рыбоводное хозяйство директора Зинаиды Николаевны Берг и рыбовода Михаила Михайловича Жукова завод начинает наращивать темпы работ. Осенью 1950 года здание рыбозавода было полностью восстановлено, что дало возможность начать инкубацию икры сиговых видов рыб: ладожского и чудского сига, рипуса, ряпушки как наиболее продуктивных, обладающих высокими вкусовыми качествами, и хорошо приспособленных к условиям озёр нашей местности. Начиная с 1951 года, зарыбление озёр Новгородской области завод производит более стойким посадочным материалом — личинками в возрасте 5-7 дней, сеголетками и годовиками.
К своему 100-летию Никольский рыбозавод приобретает былую славу. За шесть лет он принял на инкубацию 294,4 миллиона икринок ценных пород рыб. Выпущено в виде икры на стадии подвижного зародыша и личинок 170,4 миллиона штук, которые распределялись в водоёмы области и за её пределы. Наряду с рыборазведением в Никольском в послевоенные годы интенсивно развивается сельскохозяйственное производство, животноводство и полеводство.
1960—1980-е годы — время развития инфраструктуры заводского посёлка. Приток молодых специалистов оживил его. Ведётся большое строительство жилых домов, построены восьмилетняя школа, детсад, комплексный приёмный пункт. В 1971 году на заводе был завершён основной цикл инкубирования икры пеляди. С 1974 года многоплановое хозяйство Никольского рыбозавода принял Иван Александрович Мещеряков, руководящий заводом по сегодняшний день.

## После распада СССР

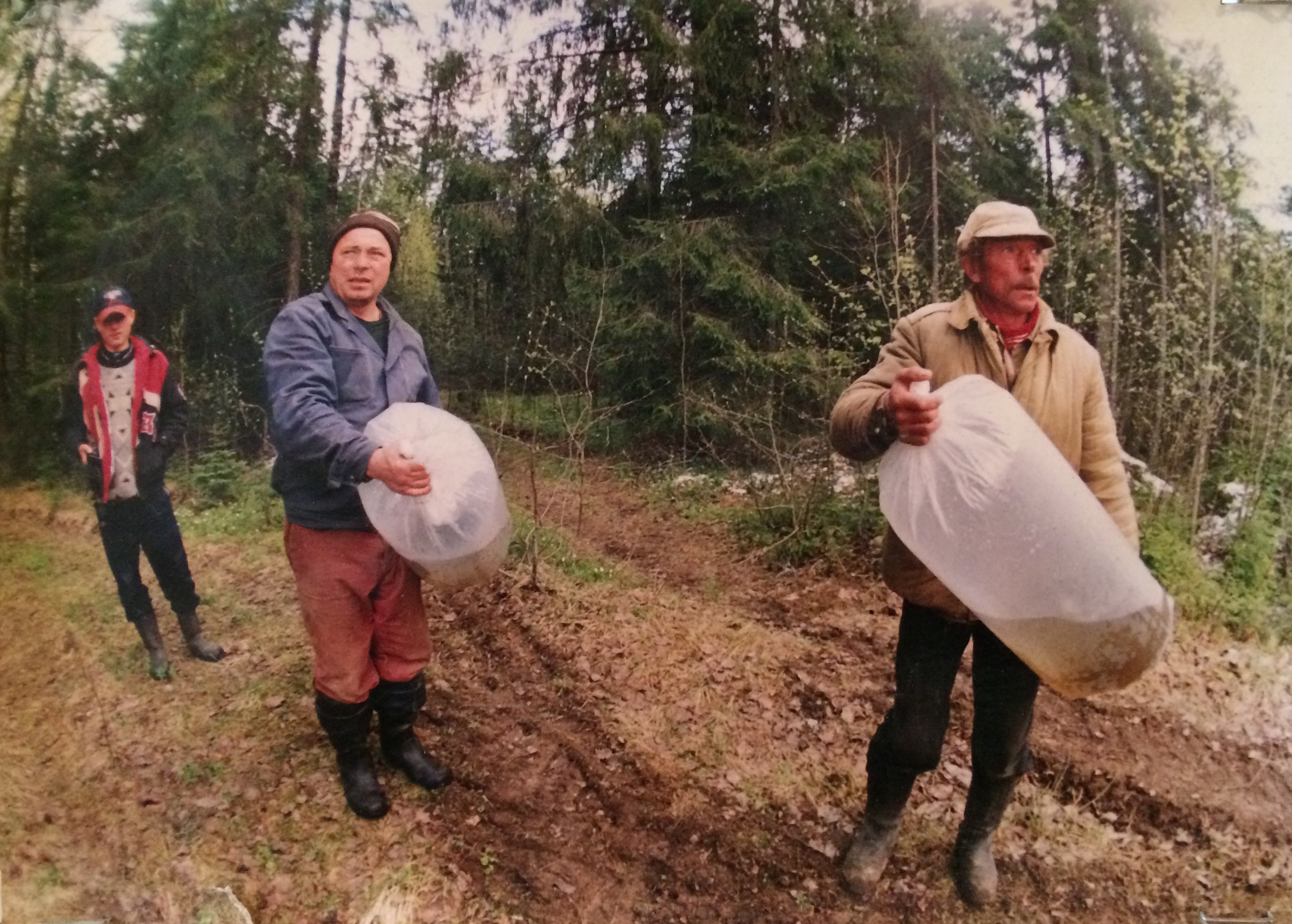
Перенос мальков в водоём в наполненной кислородом ёмкости

На сегодняшний день хозяйство включает 4 системы прудов (54 пруда). У каждого пруда ещё со старых времён сохранилось название: Мельничный, Сиговый, Банный, Карасёвый, Новокаменный и др.
Осенью идёт сбор и заготовка икры ряпушки, сига, пеляди; весной — икры щуки, её оплодотворение, закладка на инкубацию. Процесс инкубации сиговых идёт всю зиму. Для наблюдения за состоянием икры идёт круглосуточное дежурство в инкубационном цехе. Личинки ряпушки выращиваются для зарыбления озёр Новгородской области, мальки сига и пеляди — для зарыбления собственных прудов и выращивания до осени рыбопосадочного материала.
В 2014 году выращено 100 тысяч сеголеток пеляди, 100 тысяч сеголеток сига для водоёмов Новгородской и Ленинградской областей, 2 миллиона 100 тысяч личинок щуки для 30 водоёмов Новгородской области. Воспроизводство является хлопотливым процессом. Успешное выращивание мальков и сеголеток зависит от множества факторов. Рыбу сначала выращивают в бассейнах, затем пересаживают в садки на озере. Небольшую часть оплодотворённой икры — на уровне «глазка» — привозят из Франции. У завода есть разрешение на ведение промышленного лова на озёрах Вельё и Селигер. В основном ведётся промысел ряпушки. За год вылавливают около 3 тонн рыбы. Ещё около 1-2 тонн товарной рыбы производят в прудах — это карп, карась и щука.
В 1999 году при Никольской рыборазводном заводе создан музей истории завода. Основательница музея В. А. Шевцова проводит экскурсии по музею, по рыборазводному цеху и системе прудов.